# اورکاییتو
اورکاییتو، همچنین به عنوان اورکاییتوم شناخته می‌شود،  الهه بین‌النهرینی بود که احتمالاً به عنوان جلوه الهی شهر اوروک عمل می‌کرد. نام او در ابتدا لقب اینانا بود، اما بعداً به عنوان یک الهه جداگانه در نظر گرفته شد. او ارتباط نزدیکی با اوسور-اماسو داشت و مانند او به پنج الهه اصلی اوروک در دوره نو بابلی تعلق داشت. او همچنان در این شهر تحت حکومت هخامنشیان و سلوکیان پرستش می‌شد.